# Couteau
Pour les articles homonymes, voir couteau (homonymie).
 (décembre 2012).
Si vous disposez d'ouvrages ou d'articles de référence ou si vous connaissez des sites web de qualité traitant du thème abordé ici, merci de compléter l'article en donnant les références utiles à sa vérifiabilité et en les liant à la section « Notes et références ».
Un couteau est un outil tranchant ou une arme blanche comportant une lame (suffisamment courte pour ne pas être qualifiée de sabre ou de machette) et un manche (ou une partie de la lame réservée à cette fonction) permettant de manier l'outil sans se blesser.

## Histoire
Les couteaux sont l’un des outils les plus anciens et polyvalents de l’histoire de l’humanité. De la préparation des aliments à la survie en plein air, en passant par les arts martiaux, les couteaux ont joué un rôle central dans de nombreuses facettes de notre vie. Explorons l’histoire du couteau et son évolution à travers le temps, les différents types de couteaux utilisés dans divers domaines, et l’importance de choisir le bon couteau pour des tâches spécifiques.

### Origines
Les premiers couteaux faits de pierre, silex ou obsidienne notamment, sous forme d'éclats bruts, sont datés d'il y a environ 25 000 ans. Ils étaient parfois aussi en os. À cette époque, le couteau sert aussi bien d'outil que d'arme. Dès l'âge du bronze, les couteaux sont faits en métal et sont pour la première fois munis d'une poignée.
Les Romains fabriquent les premières lames en acier comme ils fabriquent aussi à partir du Ier siècle les premiers couteaux à lame repliable.
Au XIVe siècle, ils étaient couramment utilisés comme fourchettes et c'est à l'apparition de la fourchette que les couteaux de table prirent un bout rond pour différencier les usages.
Les matériaux utilisés pour fabriquer les couteaux évoluèrent au fur et à mesure de la maîtrise de la métallurgie. Ainsi, les premiers couteaux en acier inoxydable sont produits aux États-Unis en 1921. Les techniques de trempe permettent, comme pour d'autres outils, de rendre le métal plus dur et plus résistant, autorisant des lames plus fines et plus tranchantes.
Petit, facile à fabriquer comme à transporter, il fait partie de l'équipement de base de tous ceux qui peuvent en avoir l'usage, tels les chasseurs, militaires, artisans, cuisiniers, etc..

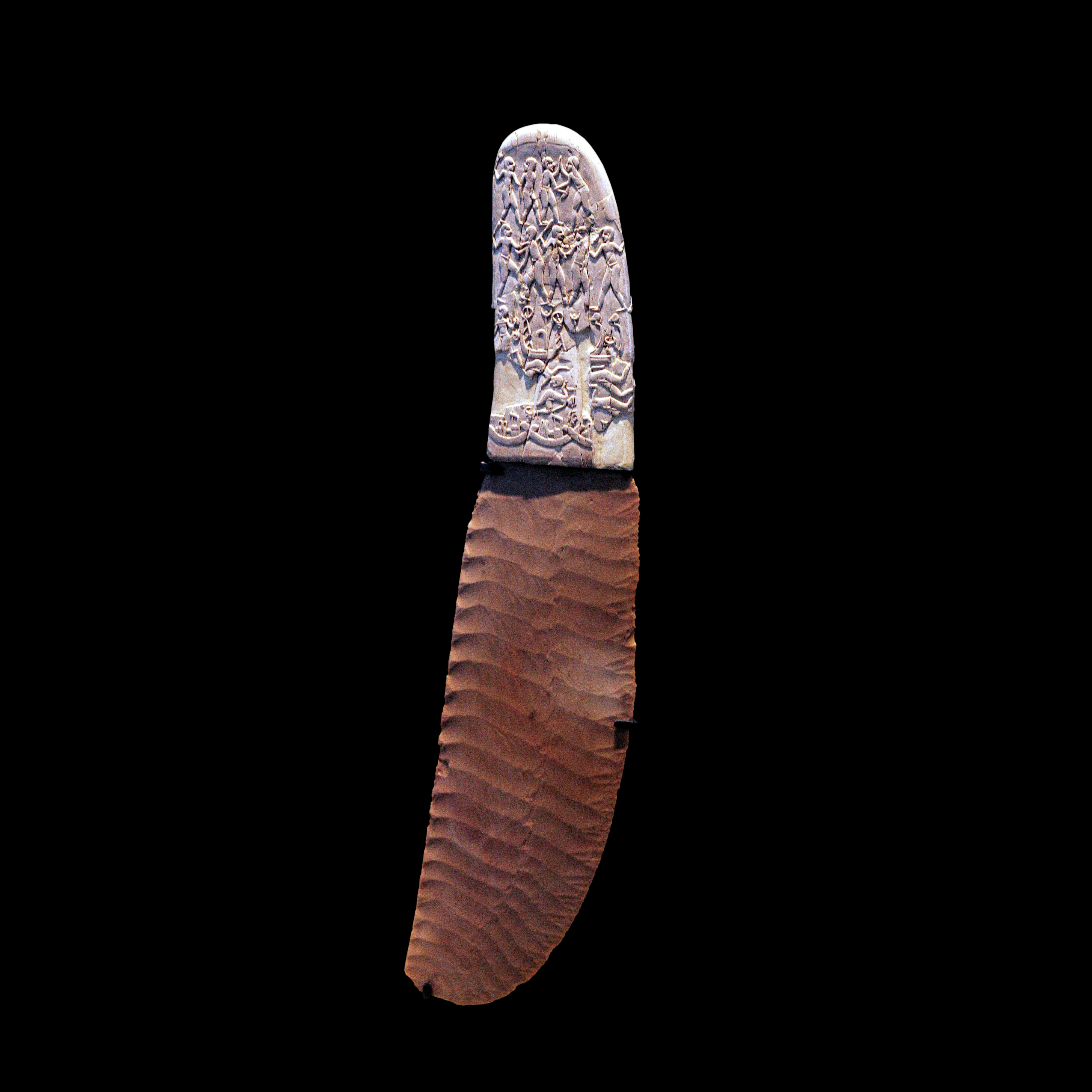
Couteau de Gebel el-Arak (Égypte, 3500 av. J.-C.
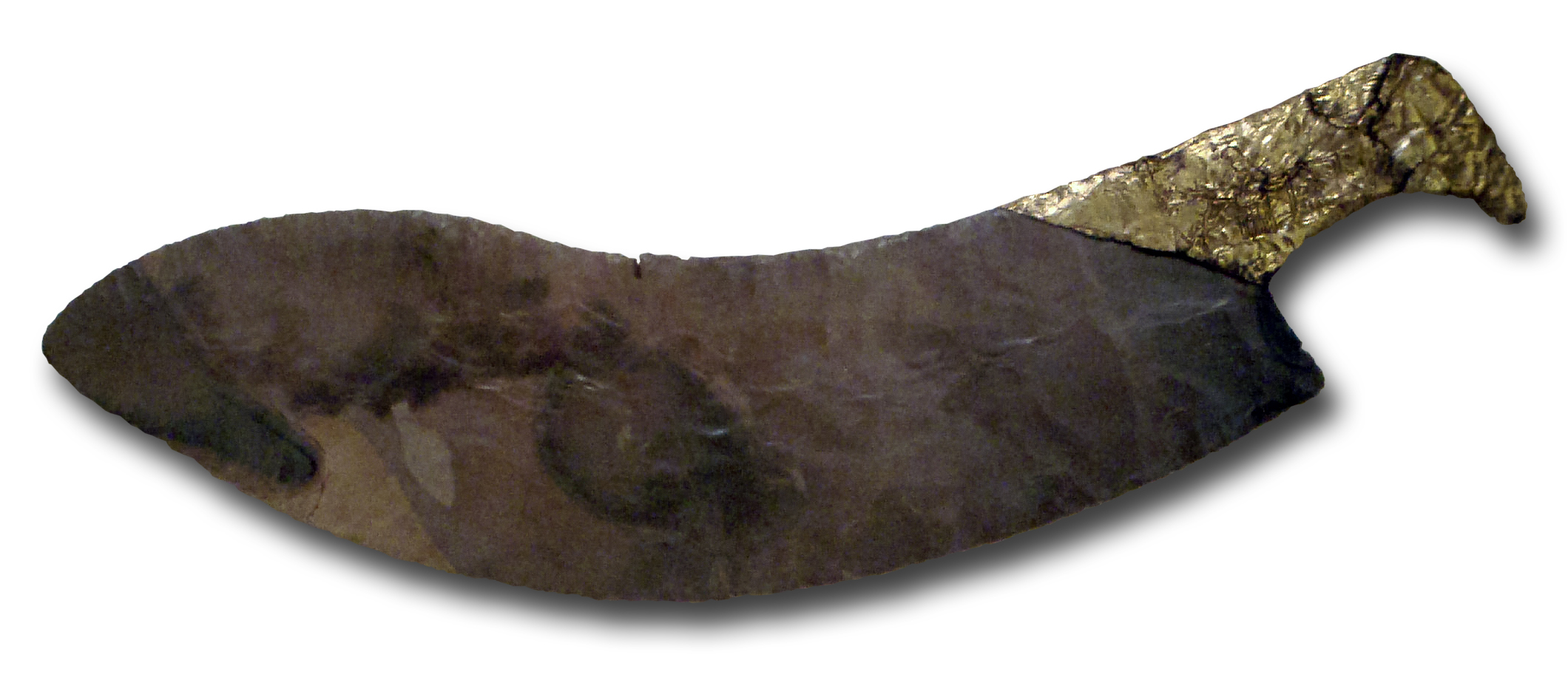
Couteau rituel égyptien, souverain Djer, 3000 av. J.-C.
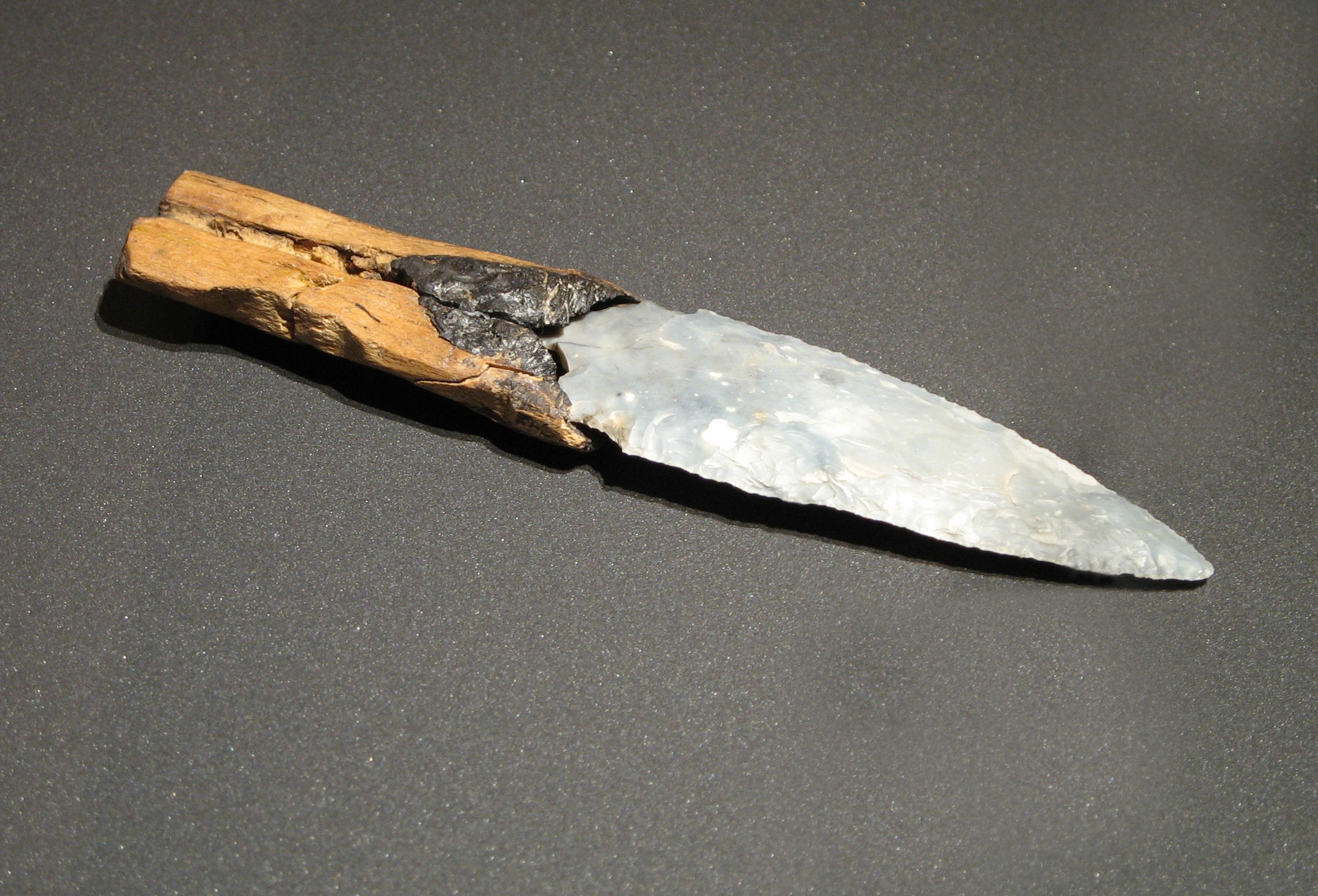
Couteau en silex daté de 2 900 ans av. J.-C. trouvé en 2003 à Allensbach en Allemagne, parmi les vestiges d'une habitation sur pilotis près du lac de Constance.
En chinois, le caractère sigillaire de 刀 (dāo : couteau) est un pictogramme représentant un ancien couteau en bronze.
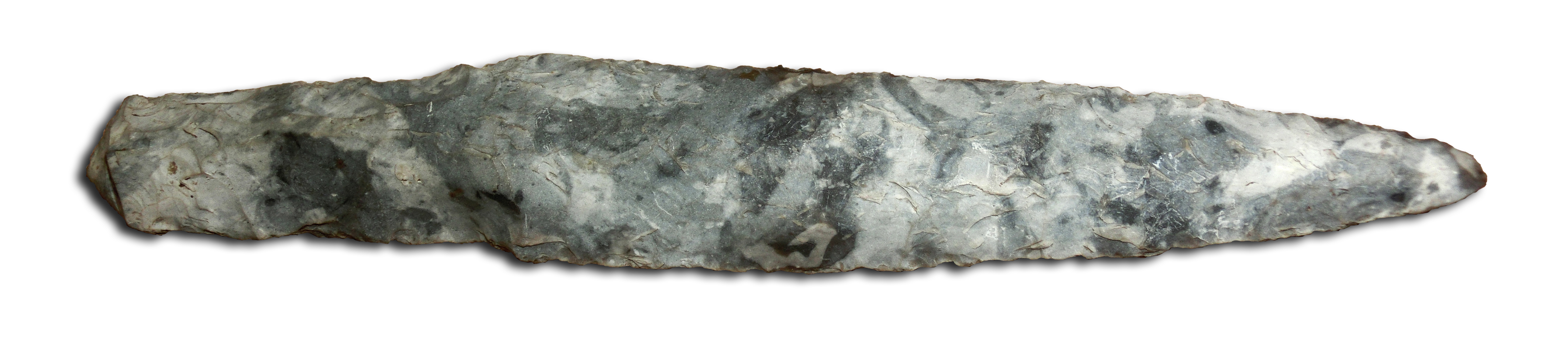
Couteau néolithique, Jälla (Suède)
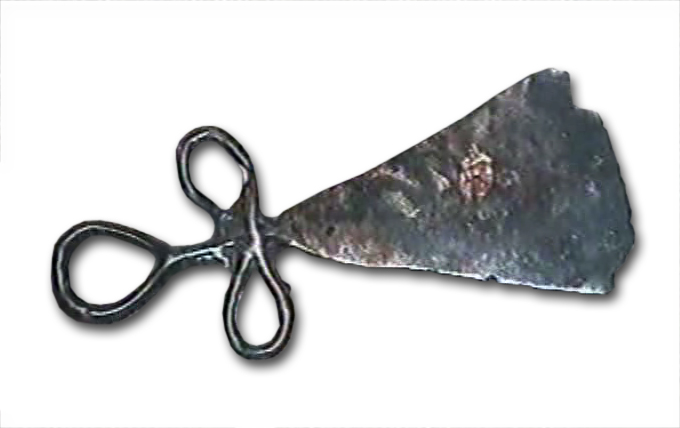
Couteau rituel, âge du bronze, Ukraine
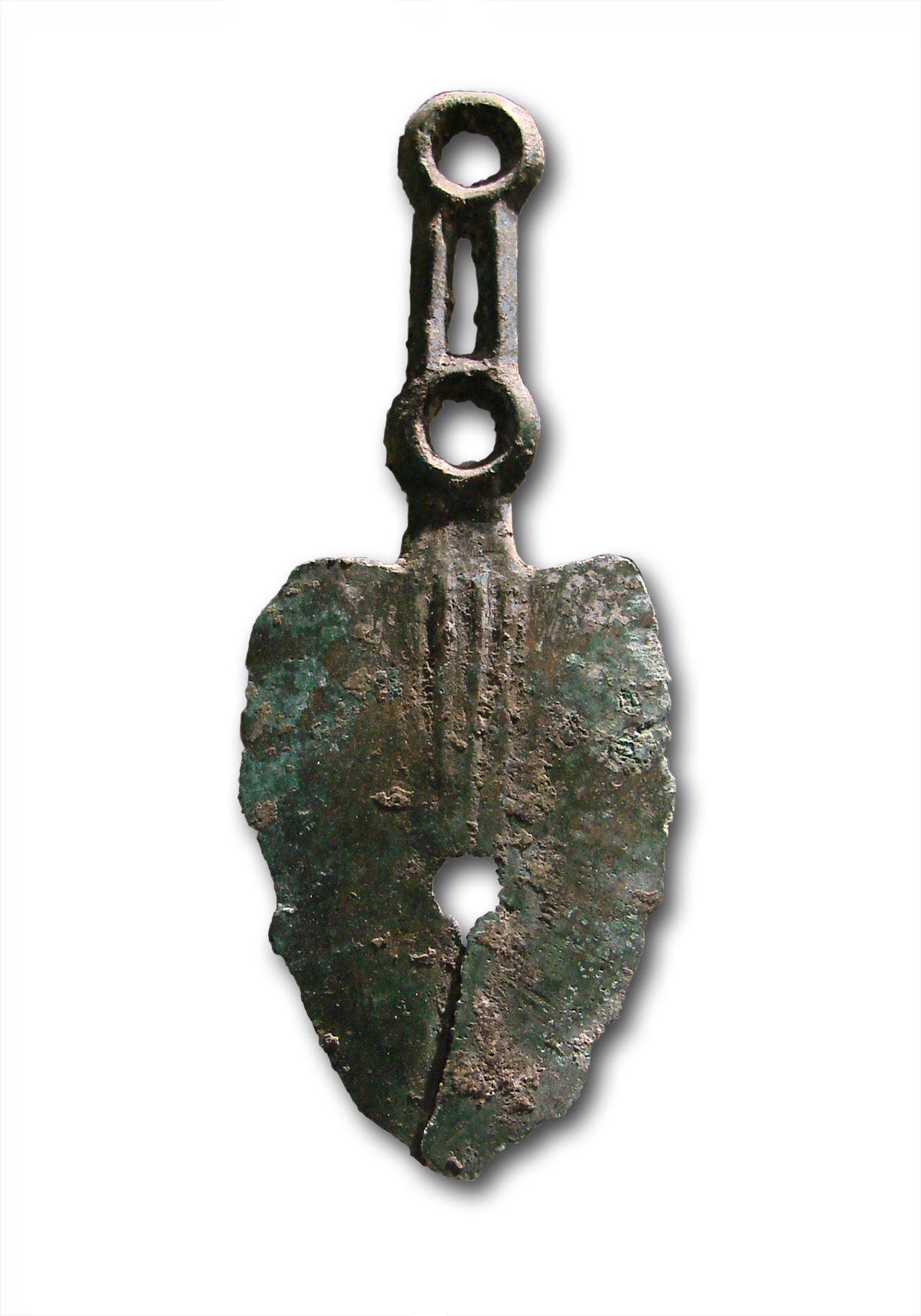
Rasoir, Hallstatt, Musée de l'Ardenne
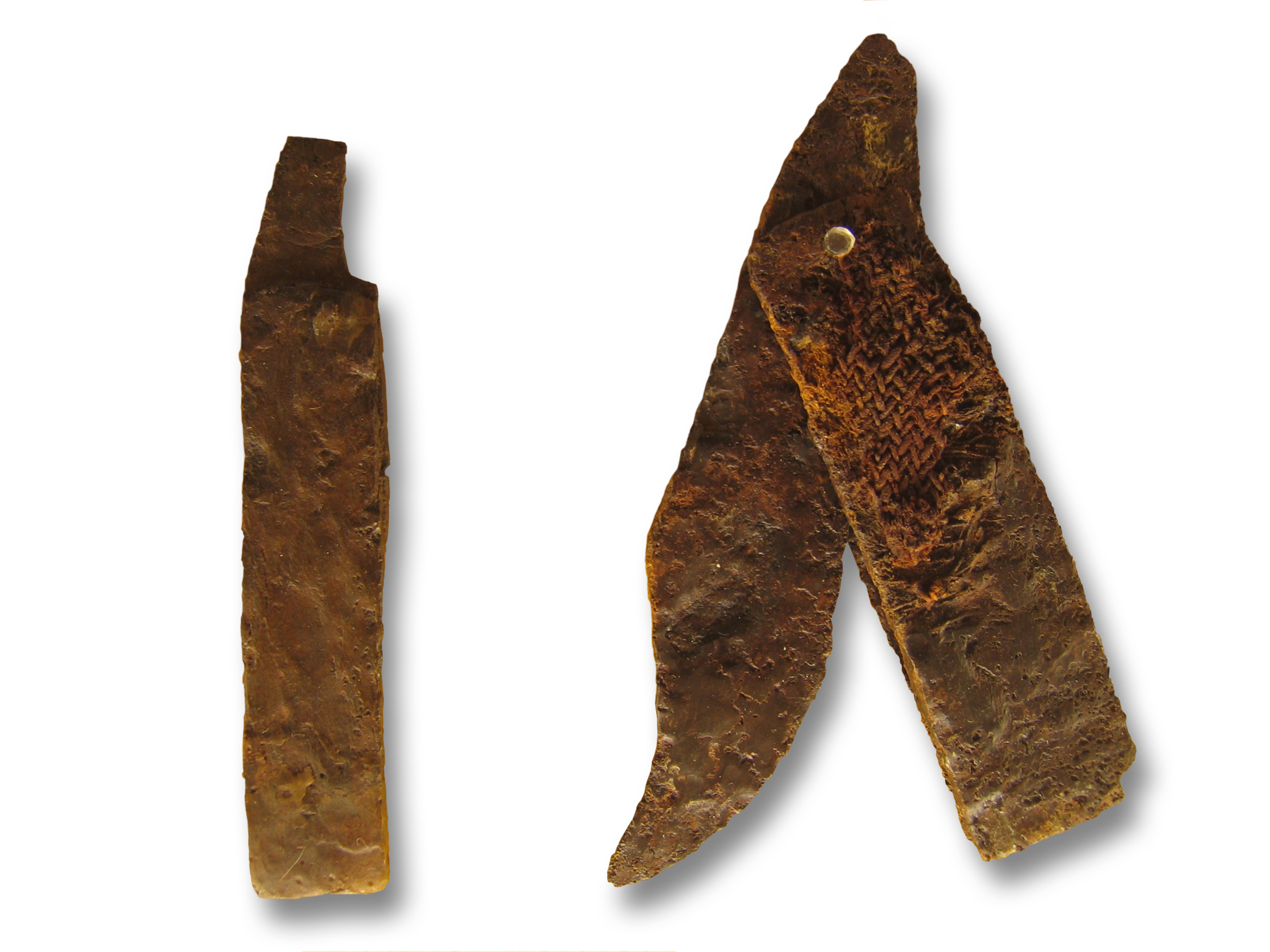
Couteau pliant, VIe siècle, Allemagne
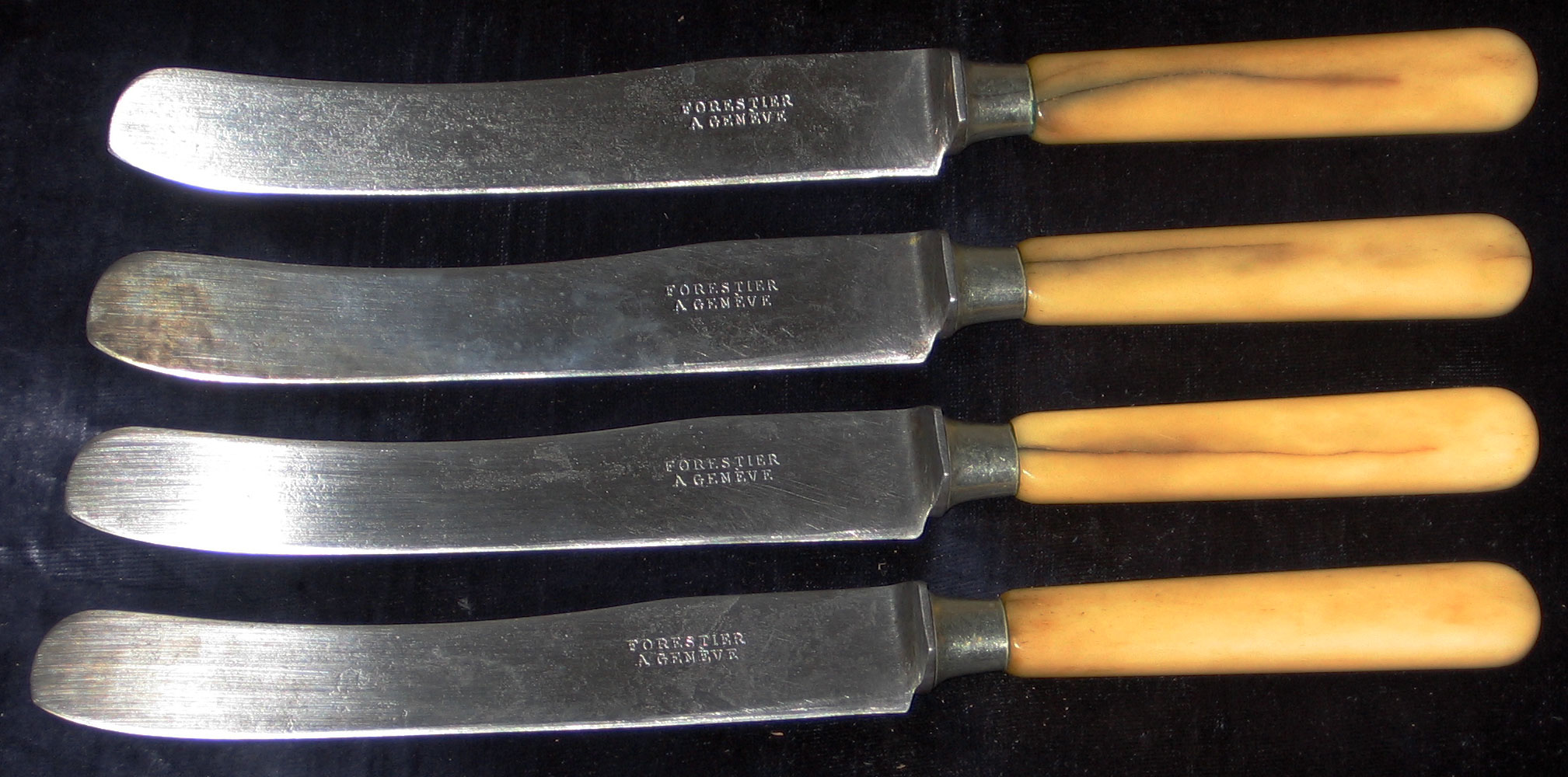
Anciens couteaux de table suisses avec un manche en os ou en ivoire
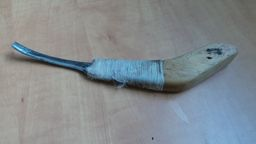
Couteau croche
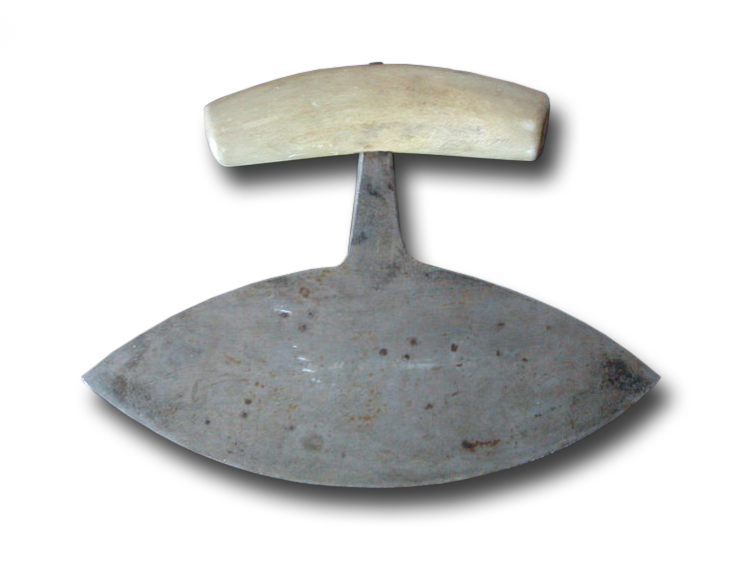
Ulu, couteau inuit, Groenland-Ouest

### Lieux de fabrication traditionnels
En France en 1983, environ 70 % des couteaux fabriqués provenaient de Thiers dans la région Auvergne-Rhône-Alpes, ville où un musée de la coutellerie ouvre en 1982 pour conserver la mémoire de la coutellerie thiernoise. En 2017, la ville assure toujours 80 % de la fabrication des couteaux français et d'objets tranchants.

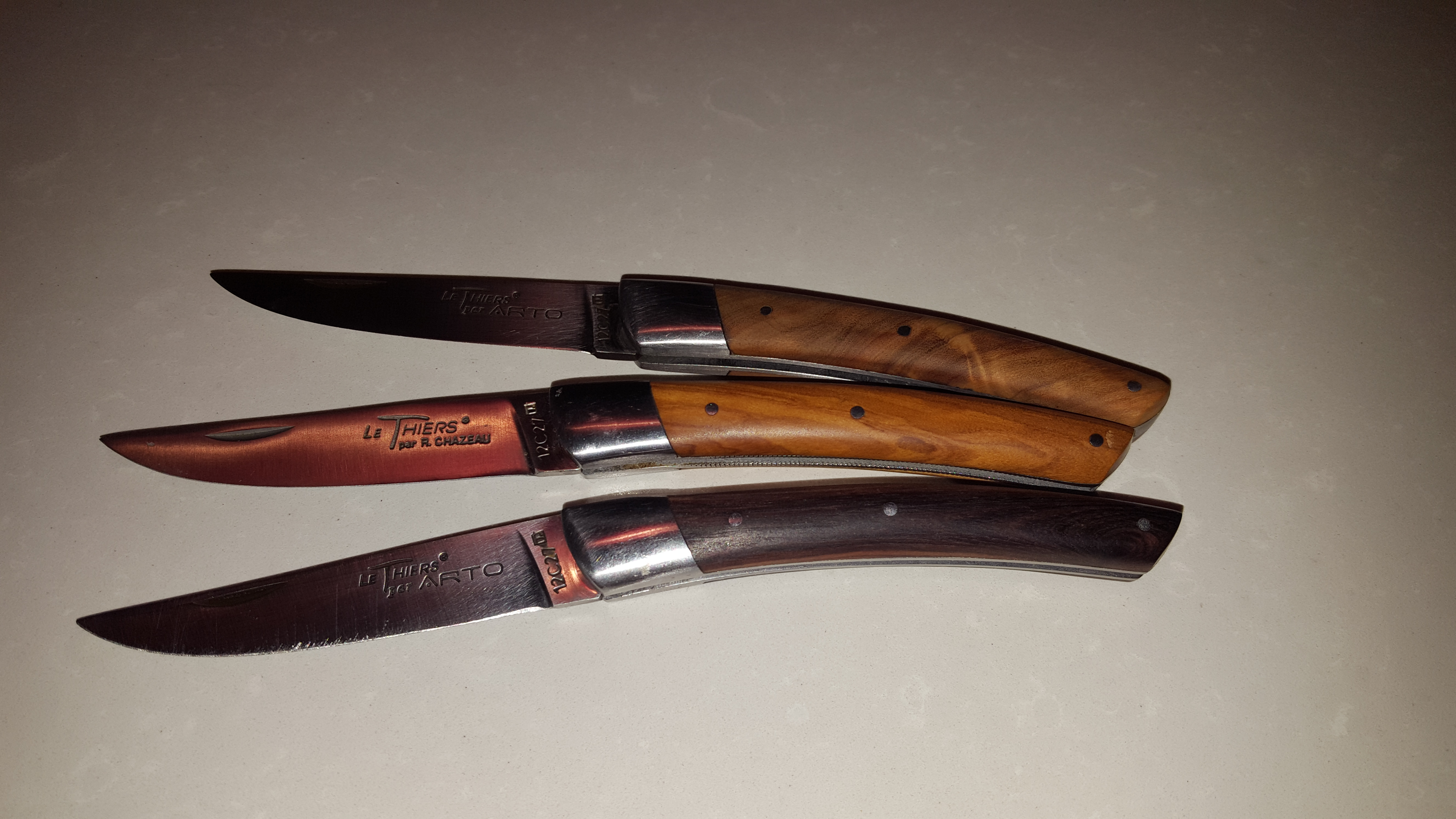
Trois couteaux Le Thiers entièrement fabriqués à Thiers en Auvergne
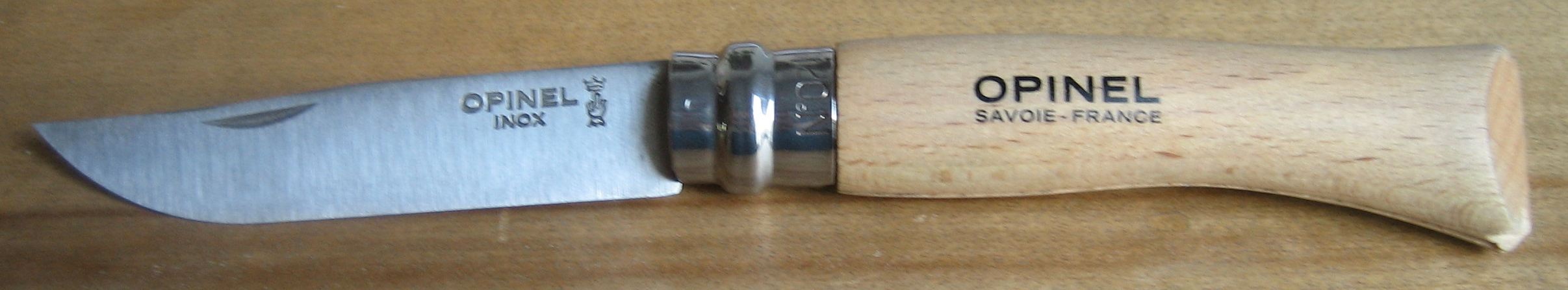
Couteau Opinel inventé en 1890 par Joseph Opinel (1872-1960) à Gevoudaz, hameau d’Albiez-le-Vieux
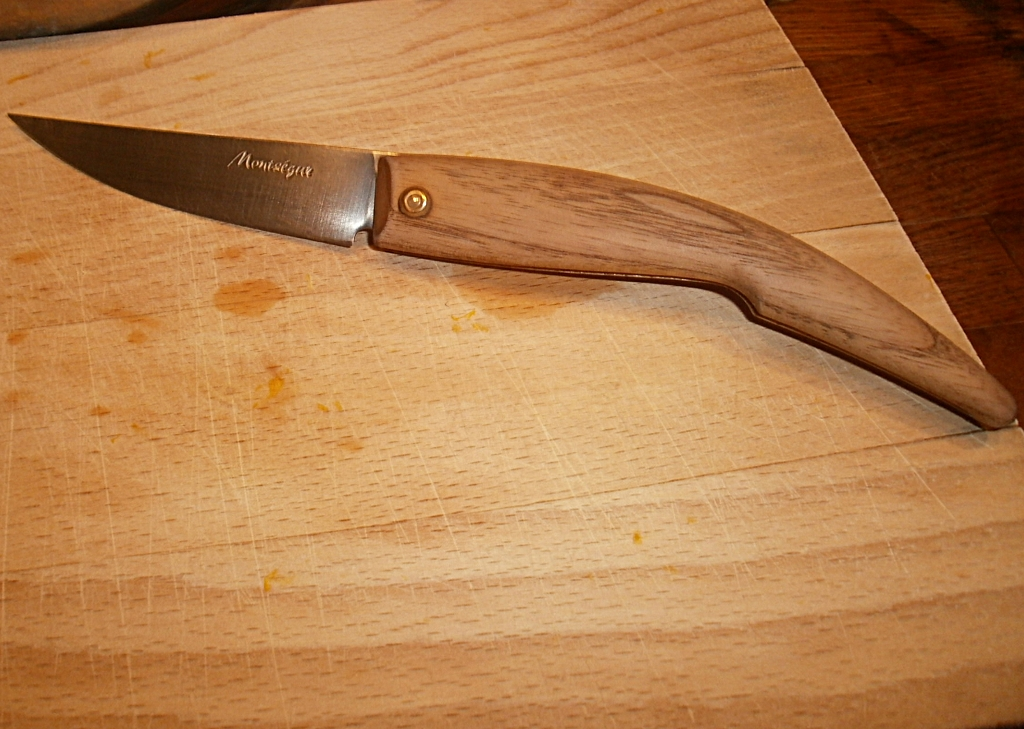
Couteau Plantaurel de La Bastide-sur-l'Hers.
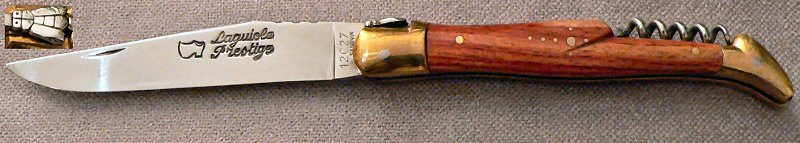
Couteau type Laguiole
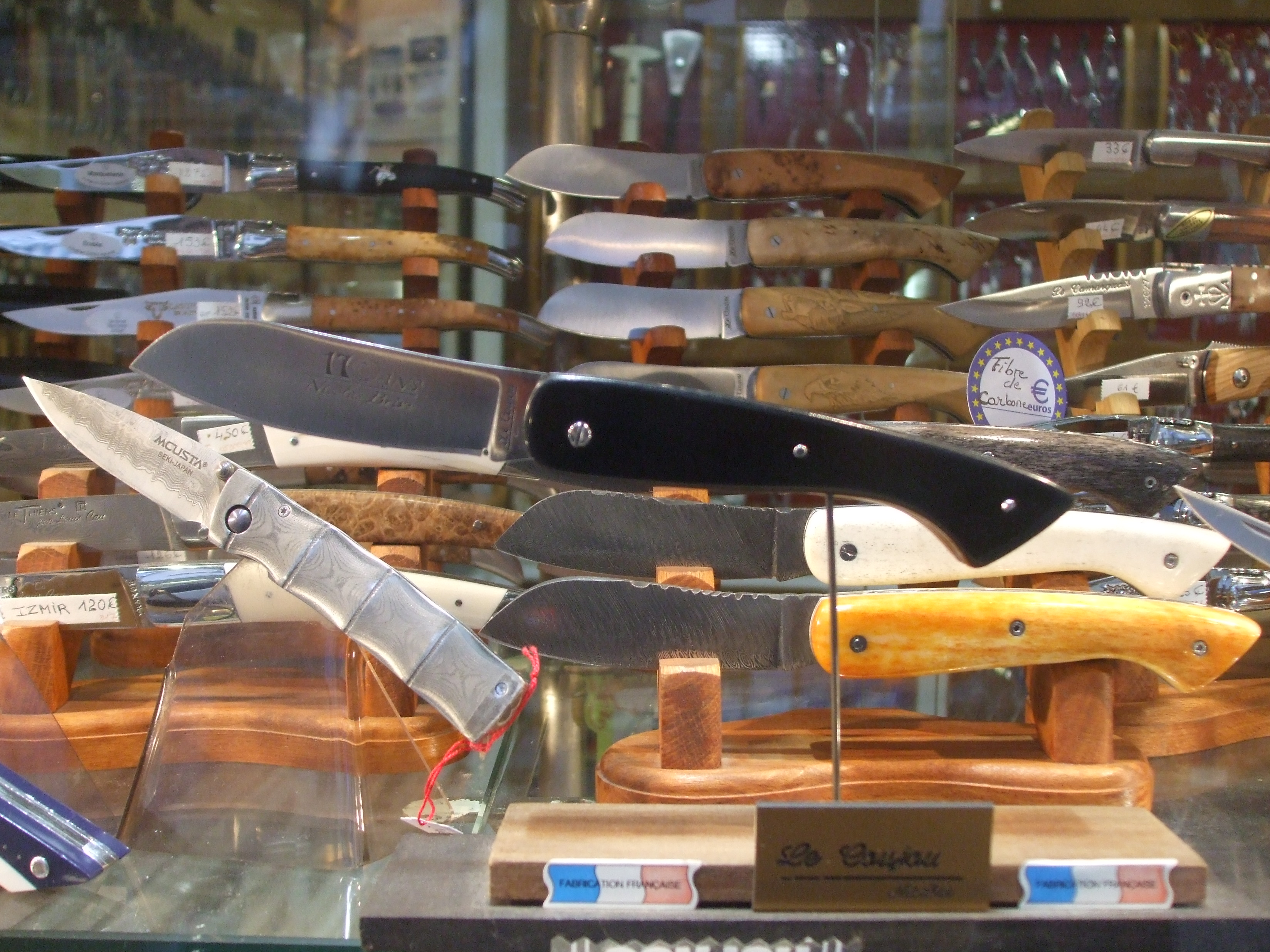
Couteau Le Coujou Brive-la-Gaillarde

## Classification par forme et composition
Un premier critère de classification des couteaux est leur construction. Sont distingués principalement deux types de couteaux suivant qu'ils sont pourvus d'un étui ou d'une lame escamotable. Ces choix techniques ont des conséquences sur la composition du couteau. Un couteau pliant nécessitera des composants dont un couteau droit n'aura pas besoin.
Un couteau est principalement composé d'un manche et d'une lame. Même si ces composants sont constitutifs des couteaux, ils varient énormément selon les cultures et les usages, que ça soit en terme de forme de longueur, d’affûtage pour la lame ou de prise en main pour le manche.
Les autres composants dépendent ensuite du type de couteau et de son usage. Il peut exister une garde afin de protéger la main à l'usage. La pointe de la lame varie selon l'usage. Elle peut être arrondie, droite ou relevée. L'émouture ainsi que le tranchant varie selon la qualité et la résistance de la coupe recherchée.

### Couteaux droits (fixes)

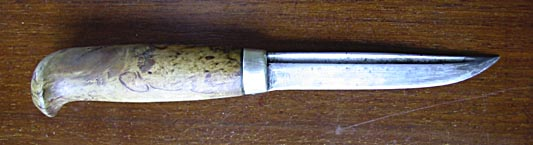
Un couteau droit.

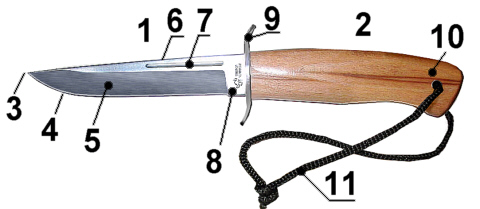
Un couteau droit avec ses différentes parties : 1, lame ; 2, manche ; 3, pointe ; 4, tranchant ou fil ; 5, émouture ; 6, dos ; 7, gouttière ; 8, ricasso ; 9, garde ; 10, corbain ou pommeau ; 11, dragonne.

Il s'agit de couteaux sans articulation mécanique. Ces couteaux sont généralement pourvus d'un étui pour leur transport.
Dans ce cas, la lame se prolonge dans le manche. La partie de la lame se prolongeant dans le manche est appelée « soie ». La soie peut être fixée au manche : par encastrement, par collage, par matériau injecté ou par vis ou rivets. La soie, elle, peut être traversante, partielle ou plate semelle.
Dans certains cas, le couteau est constitué d'une seule pièce métallique (lame et manche, légendées 1 et 2 sur le schéma), il est question alors de couteau intégral. Ce type de construction est prisé pour les couteaux de table car il est hygiénique (pas d'interstices dans lequel peuvent se loger les saletés).
Le terme « intégral » est également parfois employé pour certains couteaux pour lesquels la lame la soie, les mitres et/ou le pommeau sont réalisés d'une seule pièce (dans ce cas le couteau peut posséder des plaquettes et ou d'autre type de manche).

#### Couteau à soie
Dans le couteau à soie, la lame se prolonge dans le manche par la partie appelé la soie. La lame se rétrécie afin que le manche face le tour complet de la soie. La soie peut être encastré, sertie ou vissé au manche.

#### Couteau à plate semelle
La lame de se couteau est continué en gardant la même forme que le manche de façon que la lame soit visible sur son pourtour. Elle est généralement fixée par des rivets au manche.

### Couteaux de poche ou pliants

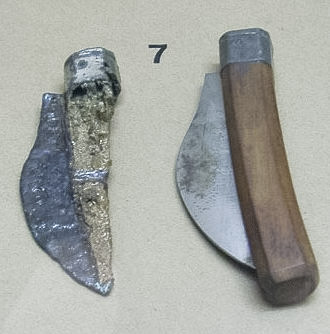
Couteau pliant romain et reproduction moderne.

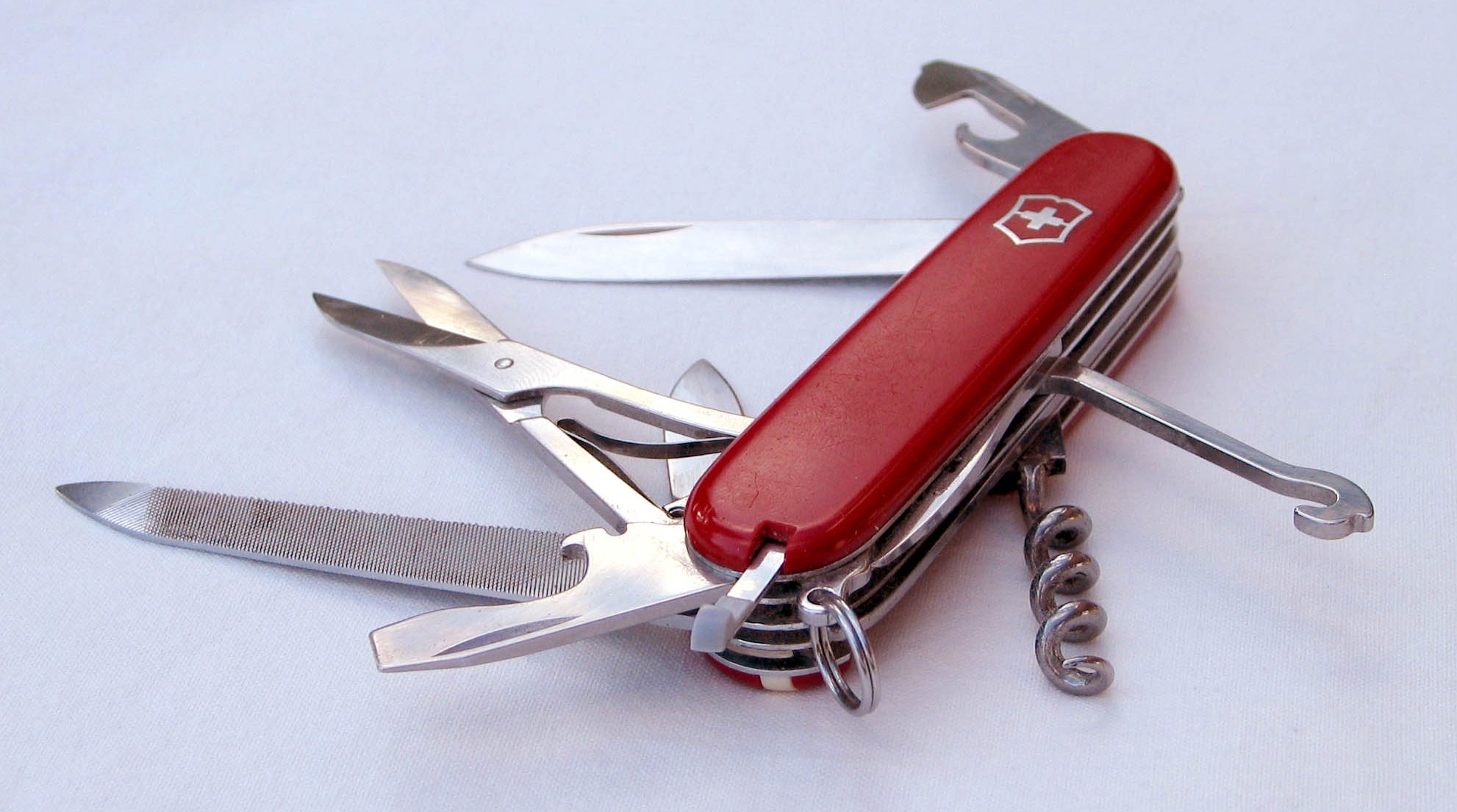
Un couteau suisse.

Ces couteaux disposent d'un système permettant de protéger la lame quand le couteau n'est pas utilisé, ils peuvent donc être transportés sans étui, d'où l'appellation « couteaux de poche ». Les couteaux de poche les plus couramment rencontrés sont les couteaux de poche dits « pliants ». La lame est liée au manche par un pivot. Lorsque le couteau n'est pas utilisé la lame est repliée dans le manche. Il existe également d'autres types de mécanismes moins courants : couteau éjectable, balisong (couteau papillon, aussi appelé balisong philippin)... Suivant les modèles, la lame peut bouger librement ou être retenue par différents dispositifs. Les plus courants sont : ressort plat, friction, mécanisme « piémontais » et cran d'arrêt de différents types (mécanisme à pompe, à virole, à lame, à bouton...)
Certains couteaux pliants sont équipés de dispositifs d'ouverture « automatique » qui permettent par l'appui d'un déclencheur le déploiement automatique de la lame, le plus souvent par un ressort. La lame de certains couteaux peut être déployée par inertie/gravité (l'exemple le plus connu étant le couteau de parachutiste allemand). Ce type de mécanisme est appelé « à gravité ». Les balisong sont parfois classés dans cette catégorie (notamment dans le cadre de certaines lois relatives à la détention et au transport des couteaux).
Les systèmes pliants se retrouvent en général sur des couteaux de petite et moyenne taille. Par construction, le système pliant est d'un rangement plus pratique (absence d'étui, dimensions réduites une fois replié) mais en général d'une solidité moindre qu'un couteau fixe de dimensions équivalentes. Le couteau pliant peut être équipé d'une ou plusieurs lames pliantes, ainsi que d'autres outils pliants. L'exemple le plus connu de ce type de couteau est le couteau suisse.
La France est l'une des nations qui compte le plus grand nombre de couteaux pliants, presque chaque région possède son couteau de poche emblématique. Plusieurs coutelleries françaises ont fait la renommée des couteaux français, Chatellerault, Langres, Nontron, Nogent, Thiers… cette dernière se voit souvent attribuer le titre de « capitale mondiale de la coutellerie » tant sa production a été et est encore conséquente et diffusée de par le monde. Certains ont essayé de dresser « une liste complète des couteaux régionaux français », mais l'exhaustivité ne sera probablement jamais atteinte.

#### Les mécanismes de blocage de lame
- Mécanisme à friction : à 2 clous ou à vis
- Mécanisme à cran forcé : liner lock ou frame lock
- Mécanisme à pompe : avant ou arrière
- Mécanisme à ressort
- "Piémontais"
- Virole : type Opinel
- Mécanisme dit "Axis-Lock"

#### Les systèmes d'ouverture
- Thumb stud
- Thumbhole
- Flipper
- Nail Nick

## Classification géographique et par usage
Il existe une grande variété de couteaux. Les couteaux peuvent être regroupés suivant les usages auxquels ils sont destinés. La définition de ces catégories est parfois floue.

### Couteaux occidentaux

#### Couteaux de cuisine
Les couteaux sont abondamment utilisés dans le domaine de la cuisine.

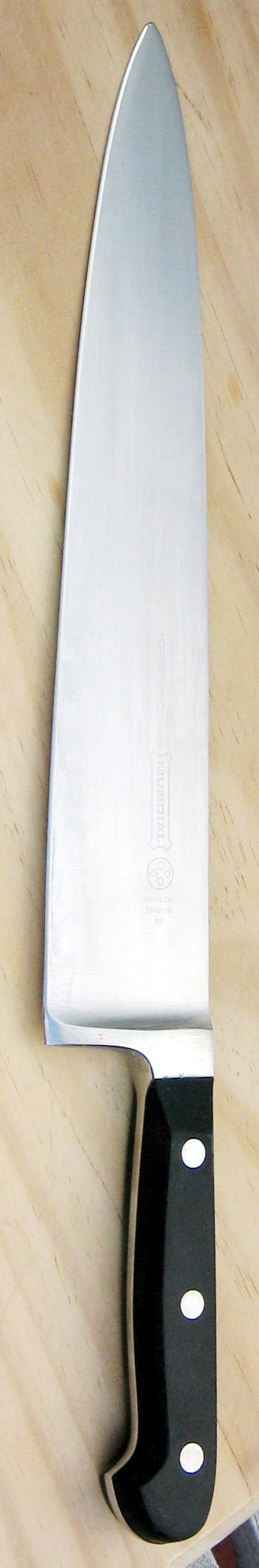
Un couteau de cuisine de type « couteau de chef ».

Les couteaux prennent des formes diverses et variées suivant les pays, voire les régions ou les types de cuisine, considérés. Les différentes traditions culinaires se composent d'une série de couteaux plus ou moins importante. Dans la production mondiale, les traditions les plus diffusées sont la tradition occidentale (originaire d'Europe et notamment codifiée en France) et la tradition japonaise.
La tradition occidentale inclut :
- le bec-d'oiseau (couteau) : couteau à lame courte et recourbée destiné à éplucher les légumes et les fruits.
- l'économe, épluche-légumes, éplucheur : petit couteau destiné à réaliser des épluchures fines à l'aide d'une lame de type rasoir.
- l'éminceur ou « couteau de chef » : couteau de 20 à 30 cm à lame épaisse servant à hacher, ciseler, émincer.
- le couteau d'office : couteau de 7 à 10 cm à lame épaisse, courte et très pointue, qui sert à éplucher, équeuter, etc.
- ainsi que divers couteaux spécialisés (à pain, à jambon, à saumon, etc.).

#### Couteaux de boucherie
Il existe quatre différents types de couteau en boucherie (sans compter la feuille) :
- le pareur : servant à « parer » les pièces (retirer les veines et cartilages).
- le désosseur (couteau à désosser) : couteau à lame courte et rigide qui sert à retirer la chair des aliments et notamment des viandes et des volailles afin de retirer les os.
- l'éplucheur : servant à détacher la peau et les nerfs sans abimer la viande.
- le couperet : couteau de forme rectangulaire ou triangulaire, lourd et épais et destiné à couper les os.
- le couteau à abattre : gros couteau en forme de couteau de chef de 30 à 40 cm de long, épais et lourd et destiné à couper des os.
- le couteau à dénerver
- le couteau à saigner
- le couteau à tripes
- le couteau à jambon
- le tranchelard (couteau trancheur) : couteau à lame épaisse et acérée, long et pointu, destiné à découper la viande, les jambons, en fines tranches de même épaisseur.
- la Feuille : couteau lourd, rigide et de forme rectangulaire, proche du couperet, il est lui arrondi à l’extrémité et destiné à couper les os et la chair de la viande.

#### Couteaux de poissonnier
- le couteau à dents
- le couteau à filet de sole : couteau de 15 à 22 cm à lame très fine, flexible et acérée, servant à « lever » les filets de poisson.
- le couteau à saumon : ressemble à un couteau à jambon
- le couteau à surgelé
- la lancette ou couteau à huîtres : couteau court, rigide et à lame épaisse, destiné à ouvrir les huîtres.

#### Couteaux de fromager

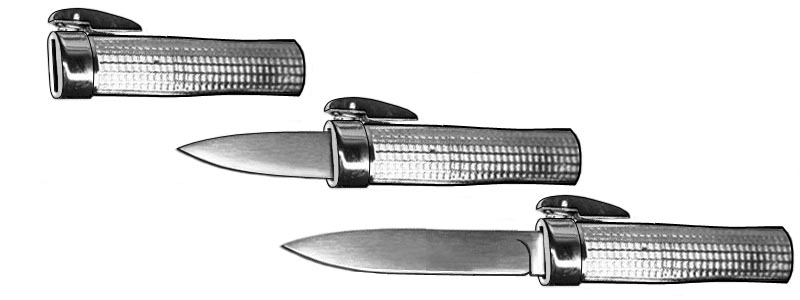
Couteau à lame rétractable montrant son principe de fonctionnement.

- le couteau double manche
- le couteau à fil
- le couteau à lame ajourée
- le couteau à parmesan

#### Couverts
- le couteau de table : peut être à bout rond ou pointu, lisse ou cranté
- le couteau à steack : ressemble à un couteau de table classique avec une lame plus pointue
- le couteau à poisson : il se caractérise par une lame large et lisse qui fait penser à une spatule, et qui se termine par une pointe. Sa forme permet de repousser les arêtes, de détacher la peau et la chair du poisson avec délicatesse.
- le couteau à dessert : il ressemble au couteau de table traditionnel, mais il est plus petit.
- le couteau à beurre : Sa lame ronde et lisse est peu affûtée et permet de tartiner beurre, fromages et autres tartinables.
- le couteau à fromage
- le couteau à pizza

#### Autres couteaux utilitaires
De nombreux types de couteaux utilitaires existent notamment dans le domaine de la construction et du bâtiment et de l'agriculture. Ils incluent notamment couteaux de sculpteur, de gravure, à isolation, couteau à lame rétractable (cutter ou exacto) et couteaux de poche utilitaires agricoles divers (suivant les régions).
En musique, les musiciens utilisent un couteau à gratter les anches pour l'opération finale de fabrication artisanale des anches (basson, hautbois...).

### Couteau japonais
La tradition japonaise inclut :
- le Santoku hocho : couteau de chef japonais, multiusage ;
- le Deba bōchō : couteau à poissons ;
- le Gyuto hocho : adaptation du couteau de chef occidental ;
- le Nakiri bōchō : couteau à légumes ;
- le Yanagiba : couteaux à sashimi ;
- le Kiritsuke : très similaire au couteau de chef européen, il possède une pointe qui rappelle les sabres japonais ;
- le Sujihiki : la version japonaise du couteau tranchelard ;
- le Bunka : assez similaire au couteau Santoku, la différence réside dans la forme de sa pointe ;
- le Pankiri : version japonaise du couteau à pain ;
- le couperet chinois.

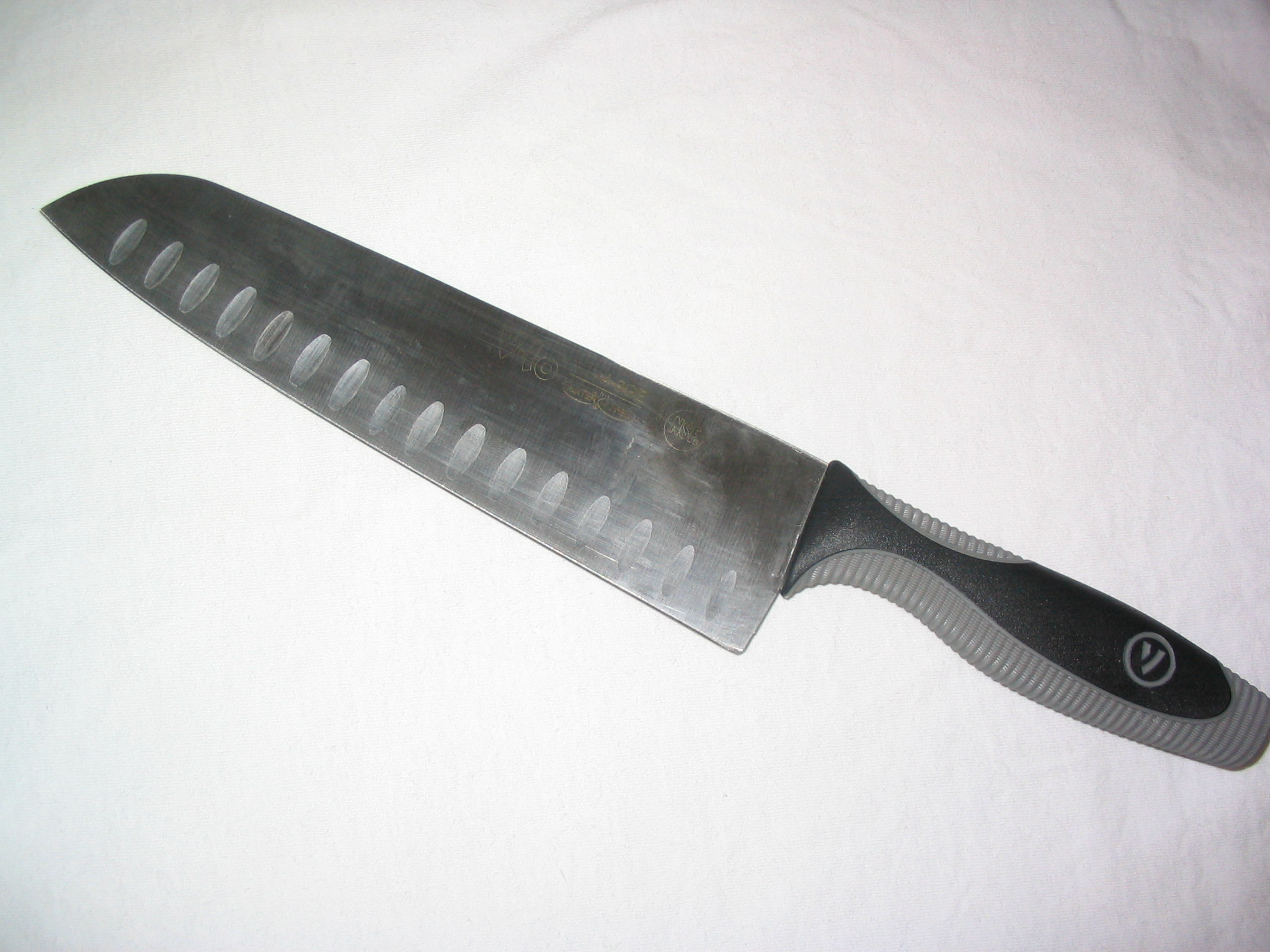
Santoku hocho.
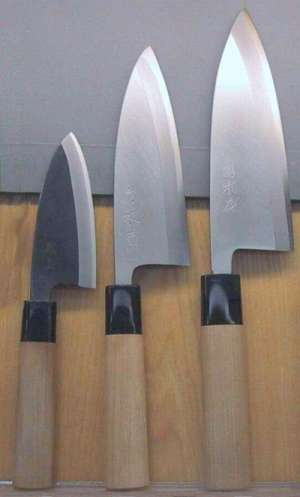
Deba bōchō.
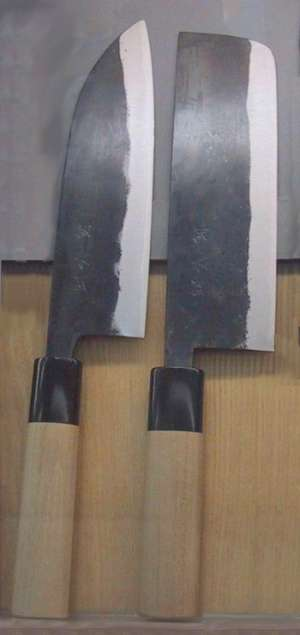
Nakiri bōchō.

Le type de couteau est lié à sa forme et non à son lieu de production : des couteaux de type japonais sont produits en France, et le Japon produit aussi des couteaux de tradition occidentale.

## Coutellerie de combat ou«tactique»

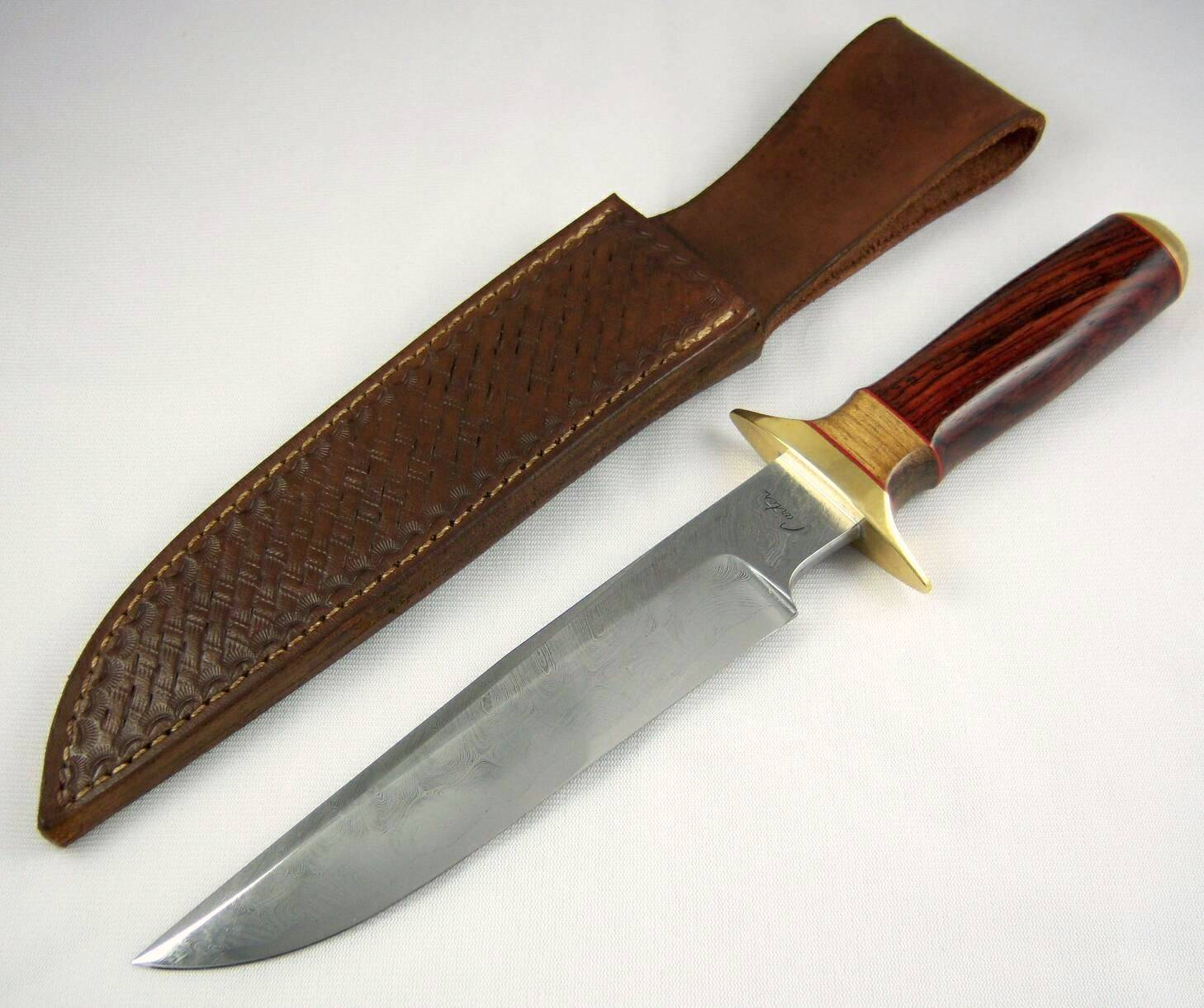
Un couteau Bowie.

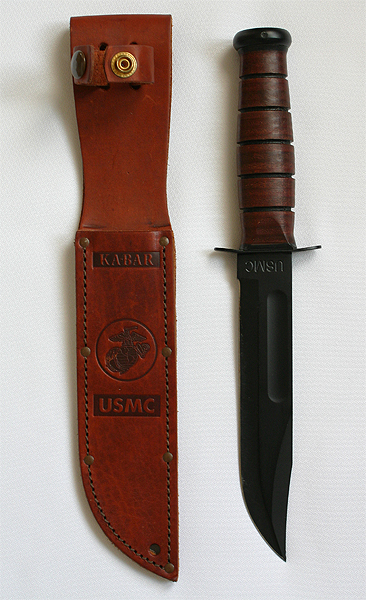
Un couteau Ka-Bar.

Si, avec l'avènement des armes à feu, les armes blanches ont beaucoup perdu de leur importance dans l'activité militaire, la plupart des armées distribuent cependant encore des couteaux. L'emploi du terme « tactique » est lié au fait qu'il s'emploie en tant qu'arme au combat, ou qu'il concerne le combat.
L'emploi du terme « tactique » en lieu et place du terme « militaire » reflète leur emploi par des forces de police et/ou paramilitaires.[réf. nécessaire] Toutefois, en France, le terme tactique n’est pas utilisé dans la législation établie par le décret n° 2013-700 du 30 juillet 2013 portant application de la loi n° 2012-304 du 6 mars 2012 relative à l'établissement d'un contrôle des armes moderne, simplifié et préventif.
Les baïonnettes sont des couteaux ayant la particularité de pouvoir être fixés à l'extrémité des fusils afin de pouvoir utiliser l'ensemble baïonnette-fusil à la manière d'une arme d'hast. Certaines baïonnettes ne disposent pas de tranchant à proprement parler et ne permettent que des coups d'estoc. Le classement de celle-ci comme couteau est discutable.
Les couteaux de combat sont destinés à être portés au combat. La plupart des couteaux de combat actuellement en dotation sont des couteaux conçus pour l'essentiel comme des outils multifonctions pouvant être utilisé pour le combat à l'arme blanche. Les couteaux conçus avant tout comme  des armes blanches sont moins courants. Des exemples de couteaux de combat multifonctions contemporains sont le couteau militaire américain Ka-Bar ou le couteau allemand KM2000. Des exemples de couteaux à vocation première d'arme blanche sont la dague anglaise  à double tranchant Fairbairn-Sykes (Seconde Guerre mondiale) ou les différents couteaux de tranchée de la Première Guerre mondiale.
Le terme de « couteaux de survie » désignait initialement les couteaux adjoints au bagage de survie distribués aux équipages d'aéronefs militaires et présentant des outils devant permettre aux équipages de survivre en milieu sauvage en cas d'incident. Ces couteaux ont pu prendre des formes très diverses allant des couteaux pliants à de grandes machettes. Les couteaux inclus dans les paquetages de survie ont été des modèles de couteaux de chasse du commerce ou des adaptations de couteaux existants plus souvent que des conceptions spécifiques. Les couteaux de survie ont largement été popularisés dans les années 1980 avec le film Rambo, au point que pour le grand public le terme de « couteau de survie » est pratiquement devenu le synonyme d'un couteau droit de grande taille, avec un manche creux et un dos de lame comprenant une scie.

## Coutellerie de sport

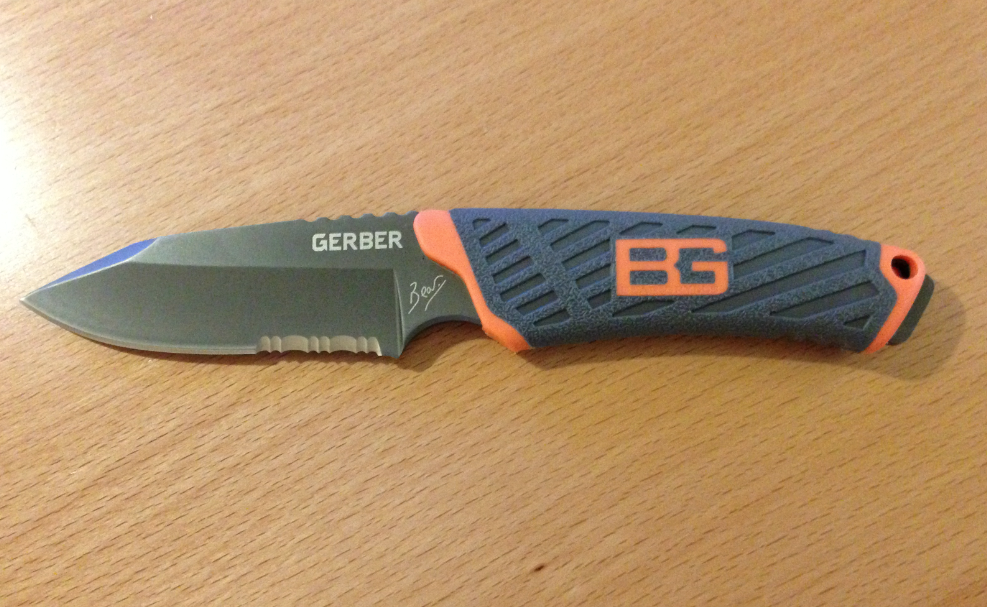
Couteau de sport de marque Gerber.

La coutellerie de sport regroupe la plupart des couteaux utilisés en extérieur, notamment la coutellerie de chasse. À l'instar du terme générique « couteau », le couteau de chasse recouvre un grand nombre de réalités différentes. De manière générale, les couteaux de chasse doivent servir à :
- tuer le gibier (le plus souvent achever le gibier blessé, ou à la chasse à courre porter le coup de grâce à un gibier immobilisé par les chiens).
- procéder au traitement du gibier tué (écorchage, dépeçage, débitage).
- servir d'outil multifonction durant le déroulement de la chasse (cuisine, petits travaux, débroussaillage, préparation de poste de tir).

Les types les plus courants incluent : les dagues, en général de forte section et à double tranchant, outils spécialisés pour servir (c'est-à-dire « achever ») le gibier. Les dagues peuvent parfois se monter au bout d'un manche pour être utilisées comme épieux ; les couteaux à écorcher qui servent au traitement du gibier, et les couteaux pliants multifonctions essentiellement destinés aux petits travaux et au traitement du gibier.
Dans certains sports, notamment nautiques, le couteau est un élément de sécurité. En voile ou en escalade par exemple, il doit être accessible rapidement, que ce soit pour effectuer des réparations, se libérer d'un cordage ou encore détacher rapidement un élément de l'embarcation.

## Couteaux à usages criminels
Au Canada, où la plupart des crimes sont commis sans violence, le couteau est la principale arme utilisé dans les crimes violents.

## Matériaux

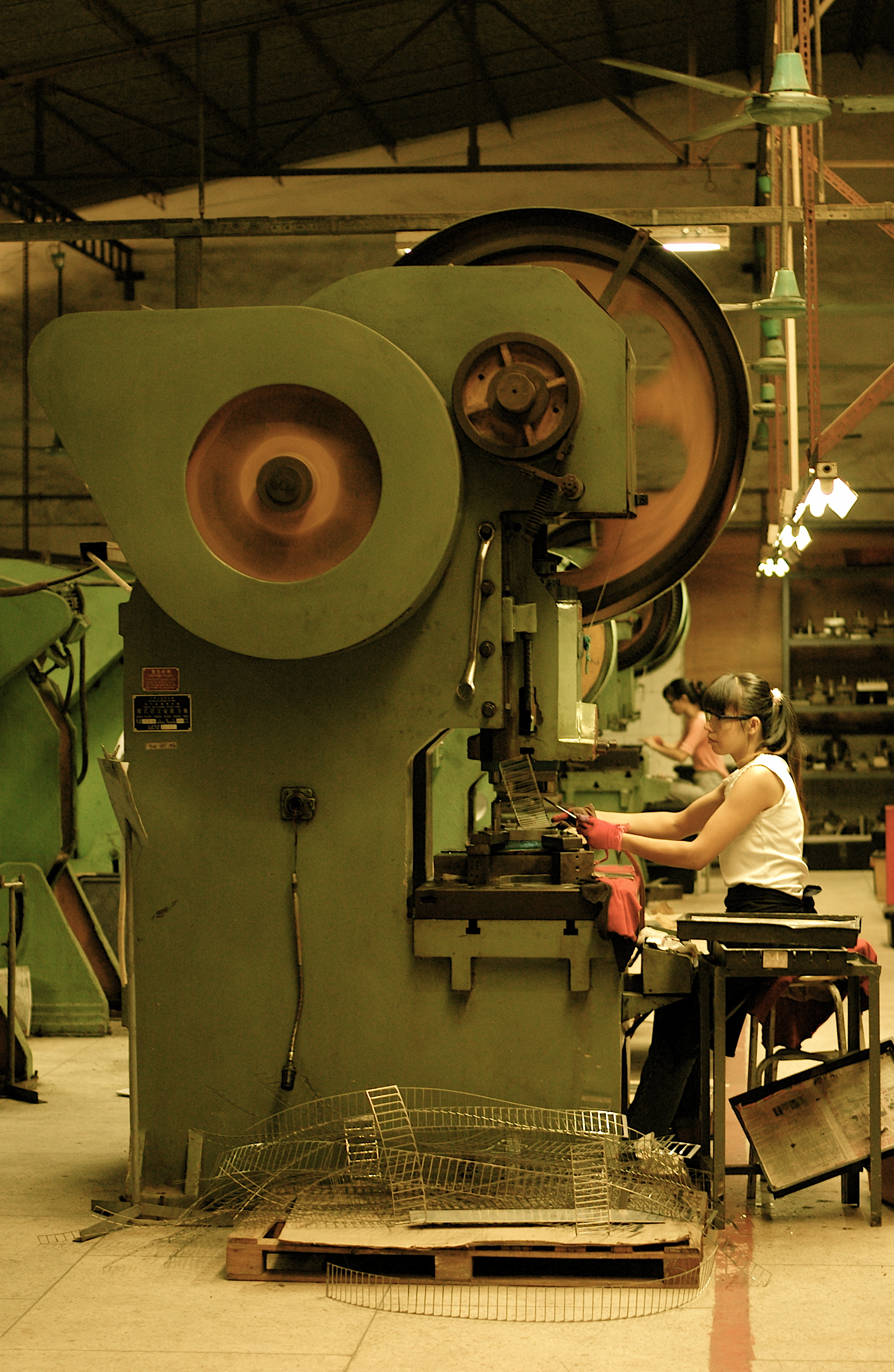
Machine-outil servant à la découpe des lames dans une usine en Chine.

Historiquement, les lames de couteaux ont été fabriquées en pierre taillée, en bronze et en acier. Depuis l'âge du fer les aciers se sont largement imposés comme matériaux principaux pour la fabrication de lame de couteaux. La principale évolution a été l'introduction des aciers inoxydables au début du XXe siècle.
La production de couteaux contemporaine est constituée pour l'essentiel d'aciers inoxydables et d'aciers carbones. D'autres matériaux sont également employés – notamment : alliages de titane, céramique, alliages de cobalt, carbure de tungstène – mais ne représentent qu'une part limitée du marché.
Les matériaux de manches sont très variés. Les plus courants sont différents types de bois, divers plastiques, les matériaux composites (fibre de verre, micarta…), la corne, l'os… Lorsque le manche et la lame sont façonnés dans la même pièce d'acier, les couteaux sont dits « de type intégral ». Le scellement de la lame sur le manche est assuré par différentes colles et mastics dont le ciment de coutelier.

## Législation
Concernant les armes, la législation française distingue plusieurs notions : l'achat, le port et le transport.
- L’achat consiste en l'acquisition d'une arme dans le cadre d'une transaction.
- Le port d'une arme est le fait d'avoir une arme sur soi utilisable immédiatement[9],[10].
- Le transport d'une arme est le fait de déplacer une arme en l'ayant auprès de soi et inutilisable immédiatement[9],[10].

### Achat
Le texte définissant actuellement les armes de catégorie D distingue deux cas : celles en vente libre et celles soumises à enregistrement. La catégorie « en vente libre » inclut spécifiquement « tout objet pouvant présenter un danger pour la sécurité publique, comme les armes non à feu camouflées, les poignards, couteaux-poignards, matraques, projecteurs hypodermiques, certaines bombes aérosols incapacitantes ou lacrymogènes, certaines armes à impulsion électrique de contact », et un certain nombre d'armes à feu.
L'acquisition de ces couteaux est, comme pour toutes les armes de catégorie D en vente libre, simplement soumise à une condition de majorité (avoir plus de 18 ans).

### Port et transport
En 2019 en France, la législation concernant le port et le transport des couteaux peut être perçue comme étant à trois niveaux : loi, jurisprudence, appréciation des forces de l'ordre.

#### Réglementation
Lors de sa publication, l’article 173 du décret du 30 juillet 2013 prévoyait que le port ou le transport des armes en vente libre constituait une contravention de 4e classe punissable d’une amende de 750 €, somme qui pouvait être ramenée à 145 € si l’on payait rapidement (amende forfaitaire). L’article 173 du décret a toutefois été rapidement modifié et un amendement à la loi de 2012 déposé afin de modifier les articles L. 317-8 et L. 317-9 du code de la sécurité intérieure. Selon ces dispositions, toutes les armes de la catégorie D, qu’elles soient en vente libre ou non, ne peuvent être ni portées ni transportées sans motif légitime. En cas d’infraction, il est prévu des peines de 15 000 € d'amende et d'un an de prison. Les peines sont doublées si le transport d’arme de catégorie D est effectué par au moins deux personnes soit en voiture, en moto ou autrement si les personnes opèrent visiblement de concert.
Les textes précisent que les délits ne sont pas constitués lorsque les armes « présentent une faible dangerosité et figurent sur une liste fixée par arrêté ». Toutefois l'arrêté du 30 août 2013 publié au Journal officiel du 3 septembre limite cette liste aux carabines à plombs (simple contravention) ou aux armes de collections démilitarisées (ni délit ni contravention). Les armes blanches n'y figurent pas et leur port, voire leur détention reste donc passible d'une vaste gamme de sanctions.
En complément des dispositions légales, la réglementation locale peut interdire le port de tout objet pointu ou tranchant, par exemple dans les lieux de divertissement, les lieux publics ou les enceintes sportives.

#### Jurisprudence
Nombre d'affaires ont été portées devant les tribunaux, ce qui a permis de créer une jurisprudence qui précise la loi.
Ainsi, le port d’un couteau Laguiole, d’un Opinel ou d’un couteau suisse de dimension classique, ne doit pas être interprété comme un port d’une arme blanche. Les tribunaux considèrent que ces objets sont a priori des outils faisant partie de la tradition française. Leur port est donc autorisé mais il peut cependant être requalifié en arme blanche par destination, suivant l’emploi ou l’usage qu'il en est fait.

#### Appréciation des forces de l'ordre
Le dernier niveau d'appréciation, celui du cas-par-cas sur le terrain, est soumis à l'appréciation des forces de police. Ainsi, porter sur soi un couteau dans le cadre d'un pique-nique en famille ou par des scouts en forêt ne sera pas perçu par les forces de l'ordre de la même manière que le port de ces objets dans un stade ou un aéroport. Un contexte spécifique peut aussi influer sur la perception que la police peut avoir du port d'un couteau, par exemple lors d'une manifestation susceptible d'entraîner des violences, ou la nuit dans un lieu public où l'on consomme de l'alcool.

## Autres noms
Le couteau porte différents noms et surnoms suivant les régions, l'histoire, les dialectes régionaux et les argots. En voici une liste, non exhaustive :
- un eustache : nom donné par antonomase aux XVIIIe et XIXe siècles à plusieurs modèles de couteaux fabriqués à Saint-Étienne, notamment par le maître coutelier et marchand  Eustache Dubois (né en 1650, décédé en mai 1721) ;
- un schlass : (de l'allemand « schlass » : homme ivre) désigne d'abord une bouteille brisée tenue par le goulot et par extension n'importe quel couteau ;
- un surin : doublet de l'argot « chourin » (du tsigane « churi » : couteau).

## Coutume
D'après le Livre des superstitions, comme tous les objets pointus ou tranchants (ciseaux, aiguille, épingle), offrir un couteau coupe l’amitié ou l’amour à moins de l’« échanger » contre une pièce de monnaie.
- Coup de couteau dans le dos : expression désignant une trahison perfide.